# Narguiza Bolatova
Narguiza Bolatova (25 de agosto de 2003) es una deportista kazaja que compite en natación sincronizada. Ganó una medalla de oro en el Campeonato Mundial de Natación de 2024, en la prueba dúo técnico mixto.

## Palmarés internacional
| Campeonato Mundial | Campeonato Mundial | Campeonato Mundial | Campeonato Mundial |
| Año                | Lugar              | Medalla            | Prueba             |
| ------------------ | ------------------ | ------------------ | ------------------ |
| 2024               | Doha (Catar)       | Medalla de oro     | Dúo técnico mixto  |